# Юбайкулево
Юбайкулево (баш. Юбайкүл) — деревня в Мишкинском районе Республики Башкортостан Российской Федерации. Входит в состав Большешадинского сельсовета. 

## География

### Географическое положение
Расстояние до:
- районного центра (Мишкино): 18 км,
- центра сельсовета (Большие Шады): 22 км,
- ближайшей ж/д станции (Загородная): 136 км.

## История
В «Списке населенных мест по сведениям 1870 года», изданном в 1877 году, населённый пункт упомянут как деревня Юбайкулева (Малая Иштыбаева) 1-го стана Бирского уезда Уфимской губернии. Располагалась при озере Юбае, слева от Кунгурского и Сибирского почтовых трактов, в 40 верстах от уездного города Бирск и в 65 верстах от становой квартиры в селе Аскине. В деревне в 19 дворах жили 109 человек (58 мужчин и 51 женщина, тептяри), была мечеть. В 1992—2008 годах деревня входила в состав Иштыбаевского сельсовета.

## Население
| 2002 | 2009 | 2010 |
| ---- | ---- | ---- |
| 29   | ↘19  | →19  |

### Национальный состав
Согласно переписи 2002 года, преобладающая национальность — татары (93 %).